# Danijel Aleksić
Danijel Aleksić (in serbo Данијел Алексић?; Pola, 30 aprile 1991) è un calciatore serbo, centrocampista del Konyaspor.

## Caratteristiche tecniche
È considerato uno dei calciatori serbi più promettenti degli ultimi anni: ha infatti una buona tecnica e un ottimo senso del gol, elementi che lo rendono pericoloso in attacco. È ambidestro.

## Carriera

### Club

#### Gli inizi
All'età di 7 anni è entrato nelle giovanili del Veternik: dopo quattro stagioni è passato al Vojvodina. Ha debuttato a maggio 2007, a soli 16 anni e cinque giorni, diventando così il calciatore più giovane a debuttare nel campionato serbo. La prima rete è arrivata contro l'Hajduk Kula ad aprile 2008. Oltre alle presenze in campionato, è arrivato anche il debutto in Coppa UEFA.
Ha iniziato il campionato 2008-2009 raccogliendo molte più presenze ed alla prima giornata ha segnato la sua prima rete stagionale.

#### Genoa
Il 17 gennaio 2010 il presidente del Genoa Enrico Preziosi annuncia che il trasferimento del giocatore in Liguria è ormai ultimato. Nove giorni dopo, il contratto viene depositato in Lega a titolo definitivo. Esordisce in Serie A il 14 febbraio 2010 in Juventus-Genoa. Viene spesso impiegato con la squadra Primavera con la quale vince il campionato.
Il 29 giugno 2010 il Crotone comunica di aver ottenuto in prestito il cartellino del giocatore con diritto di riscatto della comproprietà. Aleksić però rifiuta il trasferimento e si aggrega al ritiro della Primavera.

#### Prestiti al Greuther Fürth ed al Kavala
Il 31 agosto 2010 viene ceduto in prestito con diritto di riscatto al Greuther Fürth in Zweite Bundesliga. L'anno successivo si trasferisce, sempre in prestito, al Kavala, squadra della seconda divisione greca.

#### Saint-Étienne
Il 18 gennaio 2012 viene ufficializzato il suo trasferimento al Saint-Étienne, club della Ligue 1 francese, con cui sigla un contratto fino al 30 giugno 2015. Nel 2013 viene prestato al club di seconda divisione dell'Arles-Avignon, con cui però colleziona soltanto una presenza.

#### In Polonia e in Svizzera
Nel 2014 viene ingaggiato dai polacchi del Lechia Danzica e nella stagione successiva si trasferisce al San Gallo. In Svizzera disputa tre stagioni ad alto livello, collezionando in totale 89 presenze e 23 gol.

#### Yeni Malatyaspor, Al Ahli e Istanbul Başakşehir
Nel 2018 si trasferisce allo Yeni Malatyaspor, club turco di prima divisione. Al termine della stagione la squadra raggiunge il quinto posto, piazzamento che le consente di partecipare ai preliminari di Europa League 2019-20. Aleksić contribuisce alla qualificazione europea con 10 goal in 31 presenze.
Nell'estate 2019 viene annunciato il suo passaggio a titolo definitivo ai sauditi dell'Al-Ahli.
La sua esperienza dura poco e in quanto il 30 agosto 2019 torna in Turchia firmando con l'Istanbul Başakşehir.

### Nazionale
Ha partecipato al Campionato europeo Under-17 del 2008 con la Serbia under 17: segnando 5 reti in 6 apparizioni durante le qualificazioni e siglando altri due gol, in tre presenze, durante il torneo. Nel dicembre 2008, all'età di 17 anni, esordisce con la nazionale maggiore. Dieci anni dopo gioca la sua seconda gara in nazionale nel 4-1 contro la Lituania in Nations League.

## Statistiche

### Presenze e reti nei club
Statistiche aggiornate al 21 febbraio 2025.
| Stagione                   | Squadra                    | Campionato                 | Campionato | Campionato | Coppe nazionali | Coppe nazionali | Coppe nazionali | Coppe continentali | Coppe continentali | Coppe continentali | Altre coppe | Altre coppe | Altre coppe | Totale | Totale |
| Stagione                   | Squadra                    | Comp                       | Pres       | Reti       | Comp            | Pres            | Reti            | Comp               | Pres               | Reti               | Comp        | Pres        | Reti        | Pres   | Reti   |
| -------------------------- | -------------------------- | -------------------------- | ---------- | ---------- | --------------- | --------------- | --------------- | ------------------ | ------------------ | ------------------ | ----------- | ----------- | ----------- | ------ | ------ |
| 2007-2008                  | Vojvodina                  | SL                         | 12         | 2          | KS              | 0               | 0               | CU                 | 1                  | 0                  | -           | -           | -           | 13     | 2      |
| 2008-2009                  | Vojvodina                  | SL                         | 22         | 4          | KS              | ??              | ??              | CU                 | 4                  | 0                  | -           | -           | -           | 26+    | 4+     |
| 2009-gen. 2010             | Vojvodina                  | SL                         | 12         | 2          | KS              | ??              | ??              | -                  | -                  | -                  | -           | -           | -           | 12     | 2      |
| Totale Vojvodina           | Totale Vojvodina           | Totale Vojvodina           | 46         | 8          |                 | ??              | ??              |                    | 5                  | 0                  |             | -           | -           | 51+    | 8+     |
| gen.giu. 2010              | Genoa                      | A                          | 1          | 0          | CI              | 0               | 0               | -                  | -                  | -                  | -           | -           | -           | 1      | 0      |
| 2010-2011                  | Greuther Fürth             | 2.BL                       | 16         | 2          | CG              | 1               | 0               | -                  | -                  | -                  | -           | -           | -           | 17     | 2      |
| 2011-gen. 2012             | Kavala                     | 2.SLE                      | 2          | 0          | -               | -               | -               | -                  | -                  | -                  | -           | -           | -           | 2      | 0      |
| gen.-giu. 2012             | Saint-Étienne              | L1                         | 1          | 0          | CF+CdL          | 0+0             | 0+0             | -                  | -                  | -                  | -           | -           | -           | 1      | 0      |
| 2012-2013                  | Saint-Étienne              | L1                         | 2          | 0          | CF+CdL          | 0+0             | 0+0             | -                  | -                  | -                  | -           | -           | -           | 2      | 0      |
| 2013-gen. 2014             | Arles                      | L2                         | 1          | 0          | CF+CdL          | 0+0             | 0+0             | -                  | -                  | -                  | -           | -           | -           | 1      | 0      |
| gen.-giu. 2014             | Saint-Étienne              | L1                         | -          | -          | CF+CdL          | -               | -               | -                  | -                  | -                  | -           | -           | -           | -      | -      |
| Totale Saint-Etienne       | Totale Saint-Etienne       | Totale Saint-Etienne       | 3          | 0          |                 | 0               | 0               |                    | -                  | -                  |             | -           | -           | 3      | 0      |
| 2014-feb. 2015             | Lechia Danzica             | EK                         | 3          | 0          | CP              | 1               | 0               | -                  | -                  | -                  | -           | -           | -           | 4      | 0      |
| mar.-giu. 2015             | San Gallo                  | SL                         | 4          | 1          | CS              | 0               | 0               | -                  | -                  | -                  | -           | -           | -           | 4      | 1      |
| 2015-2016                  | San Gallo                  | SL                         | 33         | 12         | CS              | 2               | 0               | -                  | -                  | -                  | -           | -           | -           | 35     | 12     |
| 2016-2017                  | San Gallo                  | SL                         | 24         | 3          | CS              | 2               | 0               | -                  | -                  | -                  | -           | -           | -           | 26     | 3      |
| 2017-2018                  | San Gallo                  | SL                         | 28         | 7          | CS              | 3               | 1               | -                  | -                  | -                  | -           | -           | -           | 31     | 8      |
| Totale San Gallo           | Totale San Gallo           | Totale San Gallo           | 89         | 23         |                 | 7               | 1               |                    | -                  | -                  |             | -           | -           | 96     | 24     |
| 2018-2019                  | Yeni Malatyaspor           | SL                         | 32         | 10         | TK              | 6               | 4               | -                  | -                  | -                  | -           | -           | -           | 38     | 14     |
| lug.-ago. 2019             | Al-Ahli                    | SPL                        | 1          | 1          | -               | -               | -               | ACL                | 2                  | 1                  | -           | -           | -           | 3      | 2      |
| 2019-2020                  | İstanbul Başakşehir        | SL                         | 24         | 6          | TK              | 4               | 1               | UEL                | 7                  | 1                  | -           | -           | -           | 35     | 8      |
| 2020-2021                  | İstanbul Başakşehir        | SL                         | 31         | 6          | TK              | 3               | 2               | UCL                | 3                  | 0                  | ST          | 1           | 0           | 38     | 8      |
| 2021-2022                  | İstanbul Başakşehir        | SL                         | 32         | 6          | TK              | 1               | 0               | -                  | -                  | -                  | -           | -           | -           | 33     | 6      |
| 2022-2023                  | İstanbul Başakşehir        | SL                         | 30         | 8          | TK              | 6               | 1               | UECL               | 14                 | 5                  | -           | -           | -           | 50     | 14     |
| 2023-2024                  | İstanbul Başakşehir        | SL                         | 21         | 1          | TK              | 3               | 0               | -                  | -                  | -                  | -           | -           | -           | 24     | 1      |
| Totale Istanbul Basaksehir | Totale Istanbul Basaksehir | Totale Istanbul Basaksehir | 136        | 27         |                 | 17              | 4               |                    | 24                 | 6                  |             | 1           | 0           | 178    | 37     |
| 2024-2025                  | Konyaspor                  | SL                         | 22         | 4          | TK              | 2               | 2               | UECL               | 2                  | 0                  | -           | -           | -           | 26     | 6      |
| Totale carriera            | Totale carriera            | Totale carriera            | 352        | 73         |                 | 34              | 11              |                    | 33                 | 7                  |             | 1           | 0           | 420    | 93     |

### Cronologia presenze e reti in Nazionale
| Cronologia completa delle presenze e delle reti in nazionale ― Serbia | Cronologia completa delle presenze e delle reti in nazionale ― Serbia | Cronologia completa delle presenze e delle reti in nazionale ― Serbia | Cronologia completa delle presenze e delle reti in nazionale ― Serbia | Cronologia completa delle presenze e delle reti in nazionale ― Serbia | Cronologia completa delle presenze e delle reti in nazionale ― Serbia | Cronologia completa delle presenze e delle reti in nazionale ― Serbia | Cronologia completa delle presenze e delle reti in nazionale ― Serbia |
| Data                                                                  | Città                                                                 | In casa                                                               | Risultato                                                             | Ospiti                                                                | Competizione                                                          | Reti                                                                  | Note                                                                  |
| --------------------------------------------------------------------- | --------------------------------------------------------------------- | --------------------------------------------------------------------- | --------------------------------------------------------------------- | --------------------------------------------------------------------- | --------------------------------------------------------------------- | --------------------------------------------------------------------- | --------------------------------------------------------------------- |
| 14-12-2008                                                            | Adalia                                                                | Polonia                                                               | 1 – 0                                                                 | Serbia                                                                | Amichevole                                                            | -                                                                     | 42’ 46’                                                               |
| 20-11-2018                                                            | Belgrado                                                              | Serbia                                                                | 4 – 1                                                                 | Lituania                                                              | UEFA Nations League 2018-2019 - 1º turno                              | -                                                                     | 82’                                                                   |
| Totale                                                                |                                                                       | Presenze                                                              | 2                                                                     |                                                                       | Reti                                                                  | 0                                                                     |                                                                       |

## Palmarès

### Club

#### Competizioni giovanili
- Campionato Primavera: 1

Genoa: 2009-2010

#### Competizioni nazionali
- Campionato turco: 1

İstanbul Başakşehir: 2019-2020